# بهترین مهربان
بهترین مهربان (به انگلیسی: Finestkind) یک فیلم جنایی، درام و دلهره‌آور آمریکایی محصول سال ۲۰۲۳ به نویسندگی و کارگردانی برایان هالگلند با بازی بن فاستر، توبی والاس، جنا اورتگا و تامی لی جونز است.
این فیلم در ۸ سپتامبر ۲۰۲۳ در جشنواره بین‌المللی فیلم تورنتو به نمایش درآمد، و در ۱۵ دسامبر ۲۰۲۳ از طریق پارامونت پلاس منتشر شد.

## داستان
بهترین مهربان یک فیلم جنایی و دلهره‌آور است که حول محور دو برادر با بازی فاستر و توبی والاس که به‌طور جداگانه بزرگ شده‌اند و در بزرگسالی به هم می‌پیوندند، می‌پردازد. شرایط ناامید کننده باعث می‌شود که برادران با یک سندیکای جنایی بوستون معامله کنند، که خطری برای برادران و پدرشان (تامی لی جونز) و همچنین یک زن جوان (جنا اورتگا) به همراه دارد.

## تولید
فیلمبرداری در ماساچوست در آوریل ۲۰۲۲ آغاز شد. و در ژوئن ۲۰۲۲ به پایان رسید.

## بازخوردها
- در وب‌سایت جمع‌آوری نقد و بررسی راتن تومیتوز، این فیلم براساس رای ۳۱ نقد منتقدان دارای امتیاز ۵ از ۱۰ است.
- در متاکریتیک که از میانگین وزنی استفاده می‌کند، بر اساس نظر ۷ منتقد، امتیاز ۴۴ از ۱۰۰ را به فیلم اختصاص داده است که نشان‌دهنده نقدهای «مختلط یا متوسط» است.